# Seventeen Going Under (singolo)
Seventeen Going Under è un singolo del musicista britannico Sam Fender, pubblicato il 7 luglio 2021.

## Video musicale
Il video musicale è stato concepito come un lyric video.

## Tracce
1. Seventeen Going Under – 5:02